# Festival de la isla de Wight
El Festival de la isla de Wight es un festival de música que se organiza anualmente en la isla de Wight de Reino Unido y cuya primera edición tuvo lugar en 1968. Las tres primeras ediciones tuvieron lugar entre 1968 y 1970, año en el que obtuvo su máxima asistencia. El evento no volvió a organizarse hasta 2002, cuando se trasladó a Seaclose Park. Desde 2002, el festival se organiza anualmente.

## Ediciones

### Festival de 1968
El primer Festival de la isla de Wight se celebró el 31 de agosto y el 1 de septiembre de 1968, organizado por la compañía Fiery Creations Ltd. de los hermanos Ron, Ray y Bill Foulk. La actuación principal corrió a cargo del grupo Jefferson Airplane. También actuaron Arthur Brown, The Move, Smile, T. Rex, Plastic Penny, Fairport Convention y The Pretty Things.

### Festival de 1969
En agosto de 1969 se celebra el segundo Festival de la isla de Wight, con actuaciones como la de Bob Dylan, que actuó en Europa por primera vez en varios años. Además de Dylan, acudieron al festival The Band, The Nice, The Pretty Things, Marsha Hunt, The Who, Third Ear Band, Bonzo Dog Doo-Dah Band, Fat Mattress y Joe Cocker. Esta edición del festival contó con la asistencia de celebridades como John Lennon, Richard Burton y Jane Fonda.

### Festival de 1970
Entre el 26 y el 30 de agosto, cientos de miles de personas se reunieron en Afton Down para ver las actuaciones de Free,Joan Báez, Jimi Hendrix, The Doors, Donovan, Sly Stone, John Sebastian (estos tres últimos muy habituales de este tipo de festivales), Ten Years After, Taste, Joni Mitchell, Miles Davis, Leonard Cohen, Melanie, Richie Havens, Supertramp, The Who, Tony Joe White, Emerson, Lake & Palmer, The Moody Blues y Jethro Tull.
Se llegó a decir que el número de espectadores de esta edición había alcanzado los 600.000, superando a Woodstock, aunque los promotores afirmaron que la cifra real era de la mitad. No obstante, la inesperada afluencia provocó la aprobación, en 1971, de la ley de la isla de Wight, que prohíbe reuniones en la isla de más de 5000 personas sin un permiso especial.
Las dificultades de trasladar y alojar en la isla a un público tan numeroso, la oposición de los vecinos, así como las pérdidas financieras de esta edición significaron la suspensión del festival durante los años siguientes.

### Regreso del festival en 2002
En el año 2002 se celebró su cuarta edición, el 3 de junio en Seaclose Park, a las afueras de Newport.
El festival se ha mantenido en los años sucesivos, con actuaciones, entre otras, de The Rolling Stones, Paul McCartney, Blondie, Muse, Stereophonics, Donovan, Ray Davies, Robert Plant, David Bowie, Manic Street Preachers, The Who, R.E.M., Coldplay, The Proclaimers, Bryan Adams, The Police, Foo Fighters, The Killers, Kings of Leon y Feeder.